# Coelioxys iranica
Coelioxys iranica är en biart som beskrevs av Warncke 1992. Coelioxys iranica ingår i släktet kägelbin, och familjen buksamlarbin. Inga underarter finns listade i Catalogue of Life.